# Fangshan
Fangshan (chinesisch 房山區 / 房山区, Pinyin Fángshān Qū) ist ein Stadtbezirk im Südwesten der regierungsunmittelbaren Stadt Peking im Norden der Volksrepublik China. Fangshan hat eine Fläche von 2019 km², Ende 2022 lebten dort 1.313.000 Menschen.
Fangshan ist weltbekannt, da hier in Zhoukoudian der Fundort der Fossilien des Pekingmenschen liegt. Als weitere bedeutende Sehenswürdigkeit steht in Dashiwo der Yunju-Tempel. Im Straßenviertel Xinzhen befindet sich das Chinesische Forschungsinstitut für Atomenergie mit zwei Kernreaktoren.

## Geopark Fangshan
In der Region Fangshan wurde ein Geopark unter Mitwirkung der UNESCO eingerichtet, da die wechselhafte und besondere geologische Situation große Aufmerksamkeit unter Fachleuten und interessierten Laien erregte. Dieses Areal ist 954 km² groß und liegt auf dem Gebiet der Verwaltungsdistrikts Peking und der Provinz Hebei.

## Administrative Gliederung
Auf Gemeindeebene setzt sich Fangshan aus drei Stadtunterbezirken, acht Straßenvierteln, elf Großgemeinden und sechs Gemeinden zusammen. Diese sind:
- Stadtunterbezirk Liangxiang (良乡地区), Zentrum, Sitz der Stadtbezirksregierung;
- Stadtunterbezirk Zhoukoudian (周口店地区);
- Stadtunterbezirk Liulihe (琉璃河地区);
- Straßenviertel Chengguan (城关街道);
- Straßenviertel Xinzhen (新镇街道);
- Straßenviertel Xiangyang (向阳街道);
- Straßenviertel Dongfeng (东风街道);
- Straßenviertel Yingfeng (迎风街道);
- Straßenviertel Xingcheng (星城街道);
- Straßenviertel Gongchen (拱辰街道);
- Straßenviertel Xilu (西潞街道);
- Großgemeinde Yancun (阎村镇);
- Großgemeinde Doudian (窦店镇);
- Großgemeinde Shilou (石楼镇);
- Großgemeinde Changyang (长阳镇);
- Großgemeinde Hebei (河北镇);
- Großgemeinde Changgou (长沟镇);
- Großgemeinde Dashiwo (大石窝镇);
- Großgemeinde Zhangfang (张坊镇);
- Großgemeinde Shidu (十渡镇);
- Großgemeinde Qinglonghu (青龙湖镇);
- Großgemeinde Hancunhe (韩村河镇);
- Gemeinde Xiayunling (霞云岭乡);
- Gemeinde Nanjiao (南窖乡);
- Gemeinde Fozizhuang (佛子庄乡);
- Gemeinde Da'anshan (大安山乡);
- Gemeinde Shijiaying (史家营乡);
- Gemeinde Puwa (蒲洼乡).